# 윈피앤에스
주식회사 윈피앤에스(윈P&S)는 1930년 4월 11일 대창흥업주식회사로 출범하였으며 우리은행행우회 100% 자본으로 운영중인 중견기업이다.
1934년 9월 3일 한일진흥을 설립하였고 1999년 12월 13일 우리은행본점 건물 종합관리 개시를 하게 되면서 다음 해 6월 30일 대창흥업과 한일진흥을 합병하여 한빛기업㈜로 상호 변경하였다. 그 후 우리금융지주 출범과 더불어 2002년 6월 1일 사명을 우리기업㈜로 변경 하였다가 2020년 4월 11일 ㈜윈피앤에스로 상호 및 CI 변경하였다. 현재 더블유서비스네트워크, 윈모기지, 우리보험피앤에스, 우리휴먼서비스, 우리두리, 우리나눔을 자회사로 두고 있어, 사실상 우리은행 관계사의 지주회사 역할을 하고 있다.

## 사업분야
우리은행 영업점 운영에 필요로 하는 보안인력 파견(청원경찰/로비매니저)과 사원의 선발 및 교육 배치 업무를 하고 있으며, 우리은행 영업점 내 시설물 유지 및 보수·관리(지점 자가건물 관리실장), 홍보물 및 통장(상품안내장 및 종이통장), 서류, 현금봉투 등의 인쇄물 제작 및 납품, 네트워크를 비롯한 IT서비스 업무를 담당하고 있다. 또한 우리은행과 우리카드의 CS(Contact Center)업무수행, 부동산자산관리, 인테리어 및 가구, 후불제상조 등을 서비스하고 있다.
우리은행 관계사의 사실상 지주회사 역할을 수행하고 있는데, 보유하고 있는 자회사로는 대출모집과 대출모집인 관리사인 윈모기지(우리은행 50%, 윈피앤에스 50%), 우리은행 내 통합물류배송업체인 더블유서비스네트워크, 우리은행 각 영업점 미화직원 관리업체인 우리휴먼서비스 등이 있다.

## 파견근무직, CS센터 상담사 채용
우리은행 영업점 운영에 필요로 하는 보안인력인 청원경찰과 우리은행, 우리카드의 CS센터 상담원, 코레일멤버십라운지 안내원(코레일네트웍스 일부) 등을 상시채용하고 있다. 각종 구인구직 사이트 또는 윈피앤에스 홈페이지에서 확인할 수 있다.

## 연혁
- 1930년 4월 11일 : 대창흥업주식회사 설립
- 1934년 9월 3일 : 한일진흥 설립
- 1954년 11월 1일 : 인쇄공장 신설 사업개시
- 1998년 11월 1일 : 경비용역업 개시
- 1999년 6월 30일 : 대창흥업-한일진흥 통합 → 한빛기업주식회사로 상호 변경
- 1999년 12월 13일 : 우리은행 회현동 본점영업부 건물관리
- 2001년 11월 1일 : 근로자 파견업 개시
- 2002년 6월 1일 : 우리기업주식회사로 상호 변경
- 2005년 3월 9일 : 우리은행-우리피앤에스 합작법인 윈모기지 설립 (50:50 지분)
- 2007년 12월 17일 : 우리은행 환경미화 인력 파견업체 휴먼FM서비스(현 우리휴먼서비스) 자회사 설립
- 2008년 8월 30일 : 더블유서비스네트워크 지분 인수
- 2013년 6월 3일 : 주식회사 우리피앤에스로 사명 변경
- 2017년 4월 14일 : 우리은행-우리피앤에스-CJ대한통운 건설부문, 우리은행 불광동지점 신축공사 (서대문영업본부 및 오피스텔상가 입주예정)
- 2018년 2월 : 서울 성동구 연무장11길 10 우리피앤에스 신사옥 입주 (우리큐브)
- 2020년 4월 : 우리피앤에스에서 윈피앤에스로 사명 변경